# ميلوس فاسيتش
ميلوس فاسيتش (بالصربية السيريلية: Милош Васић)‏ هو مجدف صربي، ولد في 10 يناير 1991 في لوزنيتسا في صربيا.

## وصلات خارجية
- ميلوس فاسيتش على موقع الاتحاد الدولي للتجديف (الإنجليزية)
- ميلوس فاسيتش على موقع اللجنة الأولمبية الدولية (الإنجليزية)
- ميلوس فاسيتش على موقع أوليمبيديا (الإنجليزية)
- ميلوس فاسيتش على موقع اللجنة الأولمبية الصربية (الصربية)